# Pians
Pians je obec v Rakousku ve spolkové zemi Tyrolsko v okrese Landeck. Leží na jih od Lechtalských Alp, v údolí Stanz, kterým protéká řeka Sanna, u ústí potoka Lattenbach. Výše nad Pians na levém břehu Sanny leží Grins, na protější straně řeky – Tobadill. Přes Pians vede větší část tunelu, jímž prochází Arlberg Schnellstraße (rychlostní silnice S16), opět na povrchu vede státní silnice B197 a železniční dráha Arlbergbahn. Žije zde 813 obyvatel.
První písemná zmínka pochází z roku 1705 jako Pyäns. V obci se nachází farní kostel Svaté Trojice (hl. Dreifaltigkeit) z roku 1829, který byl později přestavěn a gotická kaple svaté Markéty (hl. Margaretha) s freskami.